# Trèfle hybride
Trifolium hybridum
Espèce
Classification phylogénétique
Le Trèfle hybride (Trifolium hybridum) est une espèce de plante à fleurs du genre Trifolium et de la famille des Fabacées (ou légumineuses). C'est une plante herbacée prairiale, annuelle ou bisannuelle, fréquemment utilisée comme fourrage.
Son nom provient du fait que Linné avait pensé qu'il s'agissait d'un hybride entre le trèfle blanc et le trèfle violet. Le trèfle hybride est une plante cultivée.

## Description

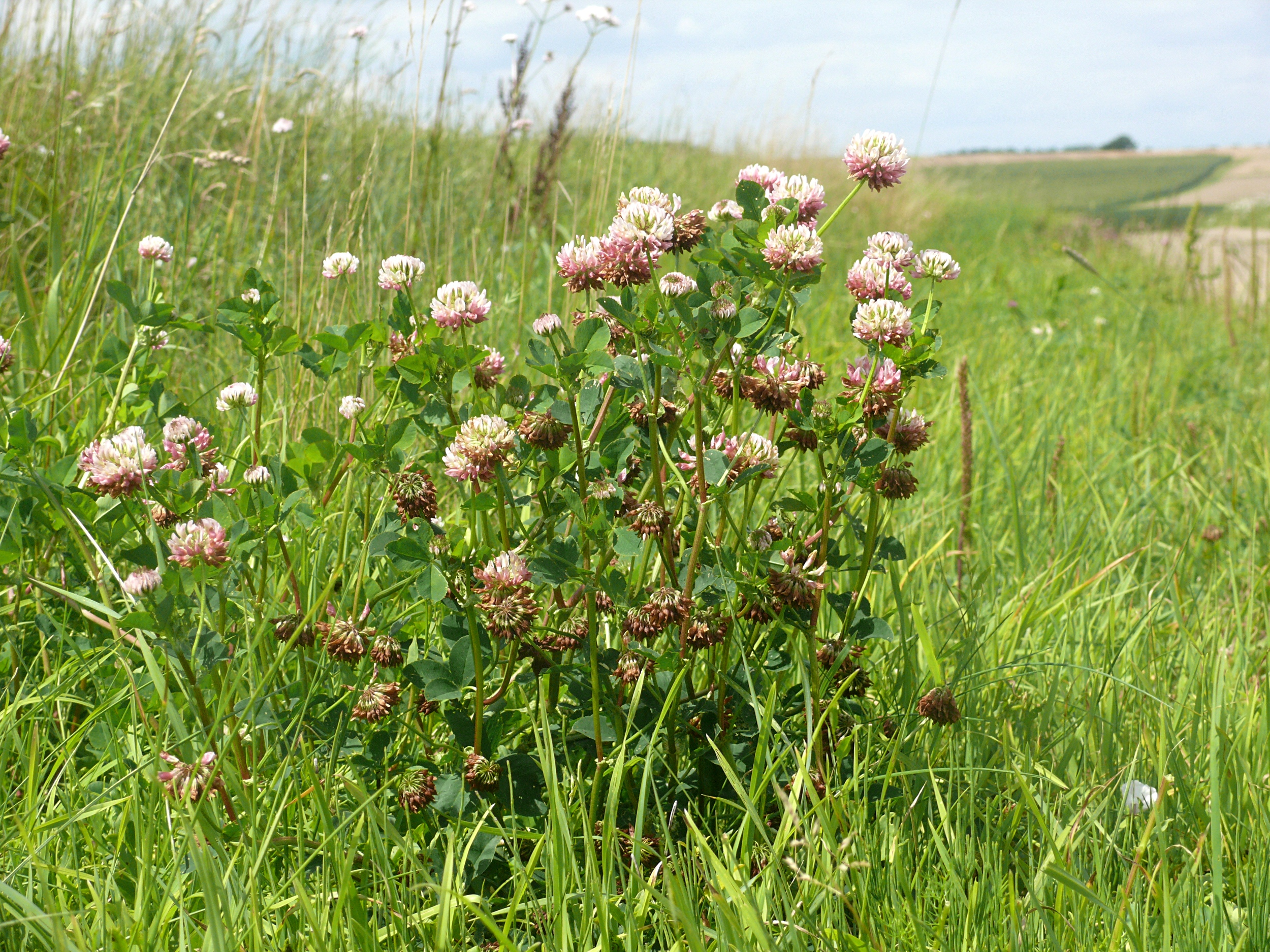
Trifolium hybridum.

C'est une plante herbacée annuelle ou bisannuelle de 25 à 60 cm, à tige glabre, ascendante et peu ramifiée. Les feuilles sont alternes, trifoliolées, à folioles étroites, émoussées et dentées, de 1 à 2 cm de long. Les stipules unies au pétiole.
La floraison a lieu de juillet à août. Les fleurs sont d'un blanc sale ou rosées et assez grandes. Les gousses sont des cosses indéhiscentes incluses dans le calice. Les fleurs sont à corolle irrégulière (zygomorphe) de 7 à 12 mm de long. Les cinq pétales sont blancs à rougeâtres, puis marron. Capitule de fleurs blanches et roses réunies en une tête, 20-35 mm de largeur, sur un long pédoncule.

## Distribution et habitat
Elle est générale au Québec et dans les Maritimes.
La forme cultivée, Trifolium hybridum subsp. hybridum, a été introduite dans les îles Britanniques et dans toutes les régions tempérées du monde, où elle s'est souvent naturalisée.
Du fait de son adaptation à des sols plus froids et humides que ceux exigés par les autres espèces du même genre (trèfle blanc, Trifolium breersim, Trigolium fragiferum), sa culture se pratique essentiellement dans les zones froides et subarctiques de l'hémisphère nord.
La plante croît naturellement le long des chemins et des cours d'eau, dans les champs en friche, dans les prairies humides, sur les flancs des montagnes, champs cultivés, prés, pâturages et bords des routes. Floraison juin à octobre.

## Utilisation
Très résistant au froid et à la submersion, le trèfle hybride est courant dans les champs, les prairies, en bord de routes.
Il est adapté aux sols compactés, humides et asphyxiants et s’accommode de terres peu profondes. Par contre, il est peu tolérant à la chaleur et à la sécheresse.
C'est une bonne espèce mellifère reconnue.
Sa valeur alimentaire est bonne.
Pour fourrage vert au 1er cycle, fauché en début floraison, en g/kg de matière sèche(MS) on trouve :
MS : 123; MAT : 195; UFL : 0,89; UFV : 0,84; PDIN : 122; PDIE : 97